# Chata Emil Zátopek – Maraton
Chata Emil Zátopek – Maraton se nachází jižně pod vrcholem Lysé hory v Moravskoslezských Beskydech na území obce Krásná v okrese Frýdek-Místek Moravskoslezského kraje Česka.

## Historie
Chata byla otevřena v roce 2016 na místě kde dřív stála Slezská chata, která patřila Beskidenvereinu a vyhořela v roce 1972. Po ní se na tomto místě až do rozebrání v roce 2011 nacházela chata Plesnivka, která vznikla z ubytovny dělníků při stavbě Vysílače Lysá hora. Chata je součástí komplexu tří chat, který je zvaný chata Emil Zátopek a patří k němu ještě Desítka, známá jako Kameňák a  Pětka známá jako Lyžařská chata.

## Přístup
Chata je přístupná po celý rok:
- po  červené turistické značce ze železniční stanice Ostravice z Ostravice spolu s  naučnou stezkou Lysohorský bestiář.
- po  modré a  červené turistické značce z Mazáku v obci Ostravice.
- po  žluté turistické značce od hráze vodní nádrže Šance.
- po  červené turistické značce z Visalají přes Vyšní Mohelnice.
- po  žluté turistické značce z Krásné, Nižní Mohelnice.
- po  červené a  modré turistické značce z Pražma.
- po  žluté,  zelené a  modré turistické značce z Janovic, Bystrého. (2 trasy)
- po  modré turistické značce z Malenovic přes Ivančenu.
- po  žluté a  červené turistické značce z Malenovic přes Lukšinec.